# ピトーの定理

幾何学におけるピトーの定理（ピトーのていり、英: Pitot theorem）は、円に外接する四角形（内接円を持つ四角形）に関する定理である。ピトーの定理は、円に外接する四角形の向かい合う2組の対辺の長さの和が等しくなることを述べている。言い換えれば、四角形の2組の対辺の長さの和がそれぞれ半周長に等しくなる。定理の名称は、フランスの工学者であるアンリ・ピトーから名付けられた。

## 証明
この定理は、ある円の外部の点から2本の接線を引いたときに、その外部の点から接点までの長さが等しくなるという事実に基づいている。
円に外接する四角形とその内接円を考えると、四角形の周には4組の長さが等しい線分が含まれることになる。そのため、対辺の長さの和は、この4つの線分の長さの和と等しくなる。
ピトーの定理は逆も真である。つまり、「2組の対辺の長さの和が等しい凸な四角形は内接円をもつ」 という命題も真である。

## 歴史
アンリ・ピトーは1725年にこの定理を証明した。その後、1846年にスイスの数学者のヤコブ・シュタイナーが逆を証明した。